# User Mode Linux
User-mode Linux (UML) es una modificación del núcleo Linux para que funcione sobre su propia interfaz de llamadas al sistema. De este modo, un núcleo compilado para la arquitectura um puede operar como un proceso de usuario más de otro núcleo Linux que hace las veces de anfitrión.
Inicialmente UML se creó para que los desarrolladores del núcleo pudieran probar versiones inestables del núcleo sobre un sistema en funcionamiento. Como el núcleo en prueba es sólo un proceso de usuario, si se cuelga, no compromete al sistema que lo aloja.
Pero además, el uso de UML permite muchas posibilidades:
- Creación de honeypots (sistemas para probar la seguridad de una máquina sin comprometerla).
- Ejecución de servicios de red. Al ejecutar servicios de red en diferentes procesos UML de una misma máquina se los aísla unos de otros, de forma que no pueden comprometer mutuamente la estabilidad o seguridad de los demás.
- Realizar pruebas con software inestable o incompatible con la versión del núcleo del sistema que aloja el UML (las versiones del núcleo de ambos sistemas pueden ser distintas).
- Permite tener acceso (aparentemente) de administrador a una máquina (principalmente interesante en para servidores virtuales o para entornos educativos en los que se limita las capacidades de un root).

Inicialmente se desarrolló para la arquitectura x86 aunque hoy en día está disponible en otras como ia64 y PowerPC.